# Pseudiphra elegans
Pseudiphra elegans là một loài bọ cánh cứng trong họ Cerambycidae.